# 利奇菲爾德 (紐約州)
利奇菲爾德（英語：Litchfield）是一個位於美國紐約州赫基默縣的鎮。

## 人口
根據2020年美國人口普查的數據，利奇菲爾德的面積為77.84平方千米，當中陸地面積為77.68平方千米，而水域面積為0.16平方千米。當地共有人口1444人，而人口密度為每平方千米19人。